# Gutter Ballet
Gutter Ballet ist ein 1989 erschienenes Musikalbum der Band Savatage.
Es ist das fünfte Album der Band und markiert einen Stilwechsel von einfacheren Songs der Frühphase hin zu komplexeren Arrangements und der stärkeren Betonung balladesker Momente.

## Entstehung und Hintergrund
Nachdem Sänger und Komponist Jon Oliva 1988 mit dem Produzenten Paul O’’Neill das Musical Das Phantom der Oper besucht hatte, entschied Oliva, eine stilistische Änderung herbeizuführen. Erstmals arbeitete daher O’Neill als Songwriter am Album mit.
Die Aufnahmen fanden von Februar bis Juli 1989 in den 321 Studios und den Record Plant-Studios in New York statt. Zusätzliche Keyboards wurden bei den Aufnahmen von Bob Kinkel gespielt, der später eine tragende Rolle beim Nebenprojekt Trans-Siberian Orchestra spielen sollte. Das Coverartwork stammt von Gary Smith. Zunächst war der Albentitel Temptation Revelation vorgesehen. Auf Vorschlag von Schlagzeuger Steve Wacholz war zwischenzeitlich der Name Hounds of Zaroff geplant, wurde jedoch später wieder verworfen.
Der Titelsong, der zur Zeit dieser Namensplanung noch nicht existierte, war im Prinzip eine zehn Jahre alte Komposition, die ursprünglich für ein von O’Neill komponiertes Musical vorgesehen war. Aus dem Musicalkonzept wurde später das Nachfolgealbum Streets – A Rock Opera; das Lied selber wurde alleine von den Oliva-Brüdern und O’Neill im Studio eingespielt; hierbei bediente Jon Oliva neben den Tasteninstrumenten auch das Schlagzeug und den Bass.
Das Album erschien am 1. Dezember 1989 und erreichte in den Billboard-Charts Platz 124. Später wurden die Lieder Gutter Ballet und When the Crowds Are Gone als Singles ausgekoppelt, erreichten jedoch nicht die Charts. Zu beiden Liedern wurden auch Musikvideos gedreht.
Ein Kuriosum ist die Nennung von Chris Caffery als Bandmitglied im Booklet; dieser hatte die Band auf der Tournee zum Vorgängeralbum Hall of the Mountain King begleitet und auf der Bühne Rhythmusgitarre gespielt, hatte jedoch nach der Tour die Band wieder verlassen und war auch nicht an den Aufnahmen beteiligt gewesen. Anschließend nahm Caffery auch an der Tournee zu Gutter Ballet teil, verließ jedoch nach dem Ende der Konzertreise erneut die Band und kehrte erst 1995 zurück.

## Titelliste
1. Of Rage and War – 4:47
2. Gutter Ballet – 6:20
3. Temptation Revelation (Instrumental) – 2:56
4. When the Crowds Are Gone – 5:45
5. Silk and Steel (Instrumental) – 2:56
6. She’s in Love – 3:51
7. Hounds – 6:27
8. The Unholy – 4:37
9. Mentally Yours – 5:19
10. Summer’s Rain – 4:33
11. Thorazine Shuffle – 4:43

Alle Lieder wurden von Jon Oliva, Criss Oliva und Paul O’Neill komponiert und getextet; einzige Ausnahme ist Silk and Steel, das von Criss Oliva und Paul Silver geschrieben wurde.
Thorazine Shuffle war nicht auf der LP-Version enthalten. Eine Neuauflage von edel music aus dem Jahr 1997 enthielt als Bonustrack eine nur auf dem Piano begleitete Version des Liedes All That I Bleed (vom Album Edge of Thorns). Eine weitere Neuauflage, die SPV im Jahr 2002 veröffentlichte, enthielt Liveaufnahmen von Hounds und When the Crowds are gone.

## Bedeutung der Lieder
- Of Rage and War ist ein politisch engagiertes Lied; es thematisiert die Fixierung der Entscheidungsträger auf Atomwaffen und die gleichzeitige Unfähigkeit, soziale und kulturelle Probleme zu lösen.
- Gutter Ballet und When the Crowds Are Gone gehörten zu O’Neills originalem Streets-Konzept, weswegen sich auch die Textzeilen „I never wanted to know/Never wanted to see/I wasted my time/Till time wasted me“ im abschließenden Songs Believe auf dem Streets-Album wiederfinden. Musikalisch kennzeichnend für beide Lieder ist der erstmalige Einsatz des klassischen Konzertflügels.
Textlich behandelt Gutter Ballet eine alltägliche Straßenszene in einer Großstadt, während When the Crowds Are Gone die Angst eines Künstlers, speziell eines Rockmusikers, vor dem Karriereende beschreibt.
- Temptation Revelation und Silk and Steel sind Instrumentalstücke, wobei ersteres von E-Gitarre, Piano und Keyboard-Orchestration getragen wird, letzteres dagegen lediglich auf einer akustischen Gitarre gespielt wird. Der auf der CD, aber nicht im Booklet und auf der Plattenhülle gedruckte Untertitel 12/17/1988 von Silk and Steel ist das Geburtsdatum der Nichte von Paul O’Neill.[1]
- She’s in Love schildert auf sarkastische Weise das Liebesleben einer ausschließlich auf Sexualität ausgerichteten Frau.
- Hounds und The Unholy haben Fantasy- bzw. Horror-Texte.
- Mentally Yours, Summer’s Rain und der ursprüngliche CD-Bonustrack Thorazine Shuffle bilden nach Angaben der Band eine Trilogie, die vom Leben eines Jungens namens Timmy berichtet. Timmy hat eine schwierige Kindheit voller Konflikte zwischen seinen Eltern und reißt mit seiner Freundin von zuhause aus. Doch auch dort kommt er nicht zurecht und schlägt seine Freundin, sodass sie ihn schließlich verlässt. Außerdem manifestieren sich sein Wahn und Sadismus darin, dass er eine Katze mit Benzin übergießt und anzündet. Am Ende wird Timmy in eine Nervenklinik eingewiesen, wo er unter Einfluss des Medikaments Thorazin Halluzinationen entwickelt, aber letztlich nicht geheilt wird. Das Lied spiegelt auch die eigenen Erfahrungen von Jon Oliva wider, der sich im Sommer 1988, vor Beginn der Aufnahmen, in einer Entzugsklinik aufgehalten hatte.[1]

## Rezeption
Das Album wurde sehr positiv von den Fans und der internationalen Fachpresse aufgenommen. So vergab etwa beim deutschen Magazin Rock Hard Redakteur Götz Kühnemund die Höchstnote von 10 Punkten. Im Jahr 2001 wählte die Redaktion der Zeitschrift das Album im Rahmen der Serie Top 300 – Die stärksten Platten aller Zeiten als höchstplatziertes Werk der Band auf Platz 37 von 300. Dabei wurde kommentiert, die Band habe 1990 kurz vor dem Eintritt in den „Metal-Olymp“ gestanden und Gutter Ballet sei die Eintrittskarte dorthin gewesen.
Einhellig wird auch der Einfluss des Albums auf die Bandgeschichte behauptet. Jochen Lohr von der Progressive-Rock-Datenbank Babyblaue Seiten fasst in seiner Rezension zusammen, der Titelsong sei „ein Stück, das den Symphonic-Metal-Stil der Band im Grunde definiert.“ Auch der Rezensent Charles McLachlan vom Webzine Metal Observer kommt in seinem Beitrag zum Album zu dem Schluss, dass Gutter Ballet wurde, was viele als ihren definierenden Song beschreiben.